# 斯托雷平車卡
斯托雷平車卡（俄语：Столыпинскийвагон）是一种俄罗斯帝国、苏联和现代俄罗斯的铁路車輛。
斯托雷平土地改革导致大量农民和囚犯被安置在西伯利亚，帶來了這种特殊的車卡來运输这些人。它由两个部分组成：一个運載农民和他全家的标准客舱和一个用來裝載牲畜和农业工具的大区域。
十月革命后，契卡和內務部发现这些用這些车廂來运输大量的在押犯人和流亡者相當方便：监狱看守使用運送乘客的部分，而運送牛隻的部分則用來關押囚犯。

## 在现代俄罗斯的應用

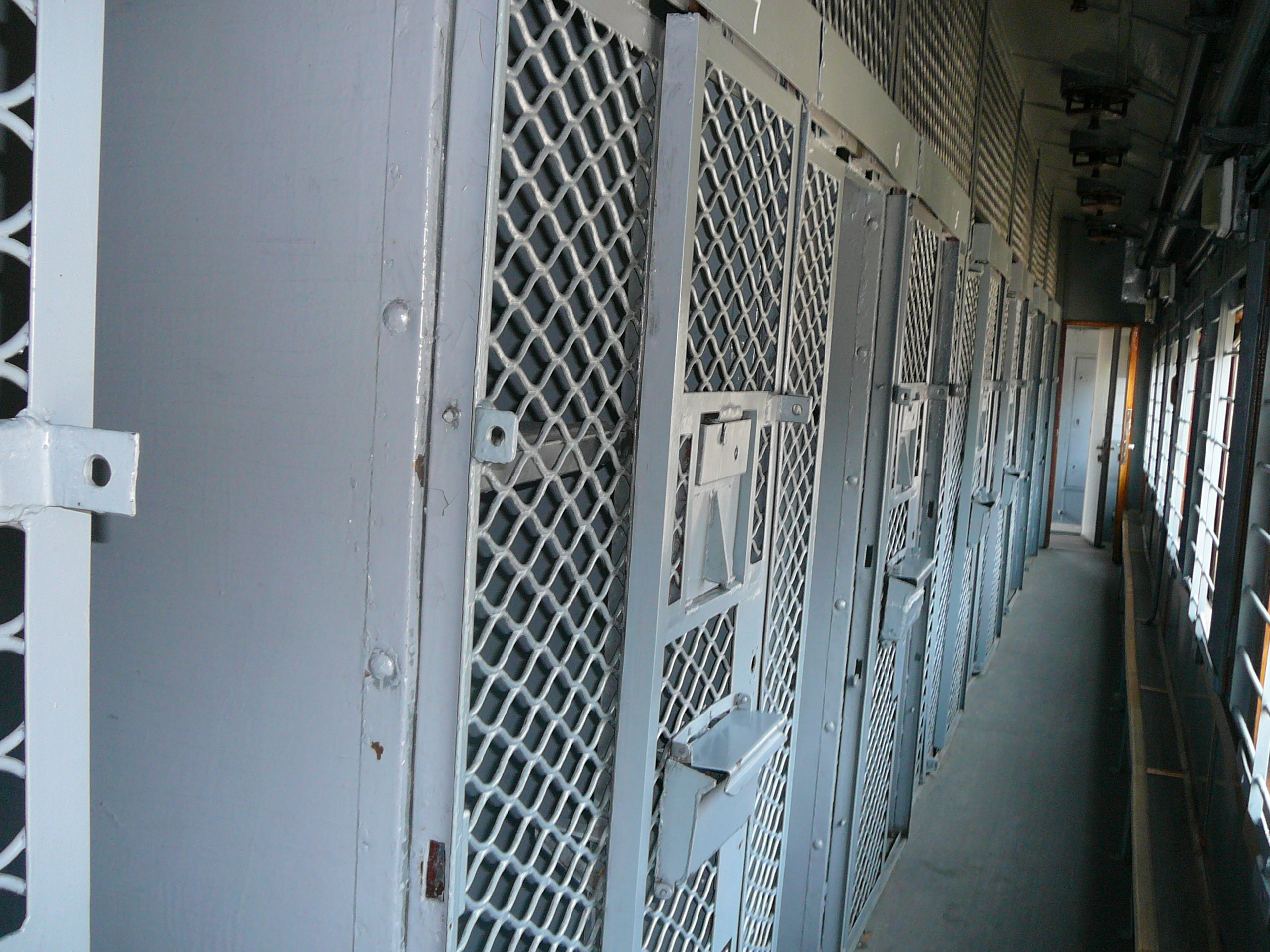
俄罗斯监狱車卡的内部。

现代监狱车卡由特维尔车辆制造厂生产，形号為614500。车卡具有9個房間，能够运送75名囚犯。房间没有窗户，但有一个走廊。它由8名联邦处罚执行局官員和兩名俄罗斯铁路車長护送。车卡是普通旅客列车的一部分，但只位於火車的头或尾部，从其他车廂分隔開。

## 参看
- 监狱的火车(电影)（英语：Prison Train）
- 囚車
- 看守人(1990年电影)（英语：看守人(1990年电影)）